# Parapiophila caerulescens
Parapiophila caerulescens är en tvåvingeart som först beskrevs av Zetterstedt 1847.  Parapiophila caerulescens ingår i släktet Parapiophila, och familjen ostflugor. Arten är reproducerande i Sverige.